# Cambria

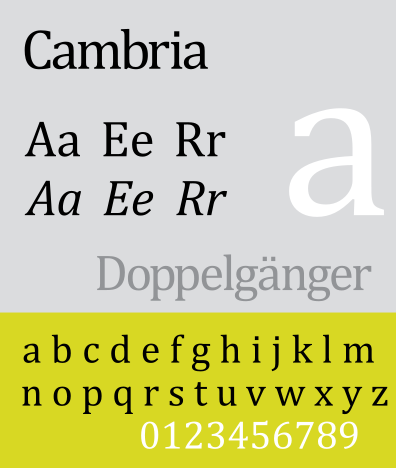
Cambria

Cambria je přechodový typ patkového písma, které si objednala společnost Microsoft a následně je distribuovala v systémech Microsoft Windows a Microsoft Office. Písmo bylo vytvořeno nizozemským návrhářem Jellem Bosmaem v roce 2004 za pomoci Steva Mattesona a Robina Nicholase.
Vzniklo jako patkové (serifové) písmo, vhodné pro hlavní text a velmi dobře čitelné, i když je vytisknuto v malém rozměru nebo zobrazeno na obrazovce s nízkým rozlišením, a má rovnoměrné mezery a proporce.
Je součástí souboru ClearType Font Collection, což je sada písem různých návrhářů, jež vyšla s Windows Vista. Jeho název začíná písmenem C, což má ukázat, že písmo bylo navrženo tak, aby dobře spolupracovalo s renderovacím systémem ClearType (technologie pro zlepšení čitelnosti textu na LCD vyhlazením „kostrbatosti“ písmen v textu). Další fonty ve stejné skupině jsou například Calibri, Candara, Consolas, Constantia a Corbel
Existuje také další font nesoucí stejné jméno, který vytvořil návrhář Ian Koshnick v roce 1989 pro svoji společnost Cambria Publishing, tento font ale nemá nic společného s výše uvedeným.